# Modicogryllus densinervis
Modicogryllus densinervis är en insektsart som först beskrevs av Lucien Chopard 1934.  Modicogryllus densinervis ingår i släktet Modicogryllus och familjen syrsor. Inga underarter finns listade i Catalogue of Life.